# Bataille de Vilanova
Guerre de Restauration (Portugal)
La Bataille de Vilanova a lieu le 17 septembre 1658 pendant la Guerre de Restauration Portugaise près du Fort de São Luis de Gonzaga, situé au sud de Tui sur la rive sud du fleuve Minho. Une armée espagnole commandée par le gouverneur de Galice, Rodrigo Pimentel, marquis de Viana, entre sur le territoire portugais et affronte une armée portugaise dirigée par João Rodrigues de Vasconcelos e Sousa, 2e comte de Castelo Melhor. Les Espagnols sont victorieux et capturent les mois suivants Monção, Salvaterra de Miño et d'autres bastions portugais.

## Contexte
Après la mort de Jean IV de Portugal en 1656, diverses offensives espagnoles sont lancées contre le territoire portugais, principalement depuis l'Estrémadure, mais aussi depuis la Galice, où un deuxième front est ouvert pour forcer les Portugais à diviser leurs forces . Le gouverneur espagnol de Galice, Vicente de Gonzaga y Doria, traverse le fleuve Miño à la tête de 6 000 fantassins et 900 cavaliers dans le but d'empêcher l'armée portugaise d'envoyer des renforts à ses garnisons en Alentejo . Il assiège la ville de Salvatierra de Miño, occupée par le Portugal depuis 1642, mais le manque de forces dont souffre son armée l'oblige à lever le siège . Cependant, il ordonne de construire un fort au sommet de la colline de San Pedro de la Torre, près de la rive portugaise du fleuve Minho . Le fort, nommé São Luis de Gonzaga, se trouve près de Valença et Vila Nova de Cerveira. En 1657, une armée portugaise dirigée par le comte de Castelo Melhor assiège le fort et obtient sa reddition l'année suivante. Les opérations planifiées contre Tui sont néanmoins contrecarrées en raison de la conquête espagnole dans l'Alentejo d'Olivence et Mourão .
Un nouveau gouverneur de Galice, Don Rodrigo Pimentel, marquis de Viana, est nommé par Philippe IV d'Espagne en mai 1658 avec pour instructions de récupérer Salvatierra de Miño et d'autres villes importantes de la région . Pimentel est secondé dans la direction de son armée par Don Baltasar de Rojas y Pantoja, Maestre General de Campo ; et Maestre de Campo Don Francisco de Castro, qui a une expérience antérieure contre les armées portugaises . Le marquis de Viana établi son quartier général à Tui, où une force composée de 4 000 fantassins, 3 000 miliciens, 2 000 sapeurs et 700 cavaliers est rassemblée. Le commandant de la cavalerie est le loyaliste portugais Don Bernardino Meneses y Bracamonte, comte de Peñalba .

## Bataille

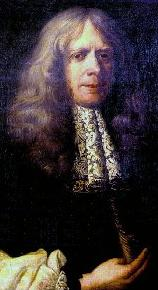
Luís de Vasconcelos e Sousa, 3e comte de Castelo Melhor, dont le père commande l'armée portugaise à la bataille de Vilanova.

L'armée espagnole quitte Pontevedra le 6 septembre et entre sur le territoire portugais le 12 septembre après avoir traversé le fleuve Miño par un pont flottant . Trois forts portugais situés tout au long de leurs lignes sont assaillis et capturés par le Tercio de Rojas y Pantoja dans une escarmouche qui coûte aux Espagnols 20 hommes, parmi lesquels Don Diego Suárez de Deza, le Señor de Castrelos et deux capitaines d'infanterie, contre 100 morts portugais .
Le 17 septembre, l'armée portugaise dirigée par João Rodrigues de Vasconcelos e Sousa, comte de Castelo Melhor, composée de 5 500 fantassins et 500 cavaliers, s'approche d'une lieue des Espagnols . Le comte de Peñalba est alors envoyé inspecter le terrain aux commandes de 8 escadrons de cavalerie, dirigés par Don Francisco de la Cueva, Don Francisco Taboada, Don Álvaro de Anaya, Don Francisco Marcos de Velasco, Don Antonio de Mocoso, Don Andrés de Robles et Don Pedro Niño . Ils sont accompagnés de 8 bataillons des tercios. Teniente Maestro de Campo General Don Francisco Buzo, quant à lui, reçoit l'ordre d'attaquer les Portugais aux commandes de 400 mousquetaires. La manœuvre du Comte de Peñalba est couverte par le Teniente Maestro de Campo General Don Francisco Rojo avec son Tercio, tandis que Don Francisco de la Cueva se déplace sur le flanc opposé avec le même objectif .
Le marquis de Viana mène l'attaque majeure depuis Vila Nova de Cerveira; le Maestro General de Campo commande une deuxième attaque depuis Valença avec le Comisario General Don Cristóbal Zorrilla, divers autres officiers et 1 000 soldats appartenant aux Tercios de Don Gabriel Sarmiento de Quirós et Don Luís Pérez de Vivero . Don Francisco Buzo, dont les mousquetaires harcèlent l'armée portugaise, rapporte au marquis de Viana que le comte de Castelo Melhor semble avoir l'intention de se retirer avec son armée . Le comte de Peñalba avec sa cavalerie et le Teniente Maestre de Campo General Don Pedro de Aldao avec l'infanterie, pour tenter de l'éviter, trouvent les Portugais retranchés dans une pente et attaquent leurs formations jusqu'à les briser . La cavalerie portugaise est vaincue; puis l'infanterie s'enfuit . 18 Espagnols sont tués et environ 60 à 63 blessés. Le comte de Castelo Melhor perd 900 hommes: 250 morts, 380 blessés et 260 prisonniers, parmi lesquels se trouvent 28 officiers dont le comte de Vimieiro .

## Conséquences
Le lendemain de la bataille, l'armée espagnole s'empare de la tour de Nogueira et de quatre autres tours de guet, ainsi que de quelques petits villages . Le comte de Castelo Melhor se retire à Covas de Ponte de Lima, poursuivi par la cavalerie espagnole, qui pille les lieux avant de rejoindre la force principale .
Le 30 septembre, après avoir réorganisé son armée, le marquis de Viana met le siège devant la forteresse de Lapela, qui est son premier objectif. Le village est pris le 6 octobre avec sa garnison de 150 soldats, emprisonnés en Galice . Monção est également assiégé, tombant aux mains des Espagnols le 7 janvier 1659 après un siège coûteux pour les deux ennemis. Le comte de Castelo Melhor meurt de maladie pendant l'hiver et ne peut empêcher la chute de la ville. L'objectif principal de la campagne, la reconquête de Salvatierra de Miño, est atteint le 17 février .